# مولاتسانو
مولاتسانو (به ایتالیایی: Mulazzano) یک کومونه در ایتالیا است که در استان لودی واقع شده‌است.

## خصوصیات
مولاتسانو ۱۵٫۶ کیلومترمربع مساحت و ۵٬۲۴۴ نفر جمعیت دارد.